# وسام التهتموني
وسام وليد توفيق التهتموني (10 ديسمبر 1972 -) مهندسة وسياسية أردنية، شغلت منصب وزير النقل في حكومة جعفر حسان من 18 سبتمبر 2024 ولغاية التعديل الوزاري الأول في 6 أغسطس 2025، كما وشغلت ذات المنصب اعتبارًا من 26 سبتمبر 2023 بعد التعديل الوزاري السابع على حكومة بشر الخصاونة، واستمرت حتى استقالة الحكومة في 15 سبتمبر 2024.

## السيرة الذاتية.
نشأت المهندسة وسام التهتموني في الأردن، حاصلة على درجتي البكالوريوس والماجستير في الهندسة المدنية من جامعه العلوم والتكنولوجيا الاردنيه، تولت في 2019 منصب الأمين العام لوزارة النقل وكان لها بصمات واضحة في هذا المجال من خلال اطلاقها للعديد من المبادرات، وعقد العديد من الاتفاقيات وورش العمل في مجال النقل البري خاصة مع الجانب السعودي والجانب المصري والجانب السوري،والتهتموني مهندسة تمتلك خبرة كبيرة في وزارة النقل كل ذلك ساعدها كثيراً في ترشيحها لتولي وزارة النقل.

## المناصب والعضويات.
شغلت التهتموني العديد من المناصب الإدارية في العديد من الوزارات الأردنية، وذلك قبل تقلدها منصب وزيرة النقل في الأردن ، والتي نذكر منها:
- أمين عام وزارة النقل من 2019 منذ حكومة عمر الرزاز، وحتي توليها الوزارة في 2023م.
- مدير مديرية الدراسات بهيئة النقل البري 2018م.
- نائب رئيس مجلس إدارة شركة الجسر العربي للملاحة.[8]
- رئيس شركة المطارات الأردنية.[9]